# Hnilec
Hnilec és un poble i municipi d'Eslovàquia. Es troba a la regió de Košice, a l'est del país.

## Història
La primera referència escrita de la vila data del 1290.

## Demografia
| Godina             | 1994 | 2004    | 2014    | 2024   |
| ------------------ | ---- | ------- | ------- | ------ |
| Nombre de persones | 568  | 508     | 438     | 411    |
| Diferència         |      | −10,56% | −13,77% | −6,16% |

| Godina             | 2023 | 2024   |
| ------------------ | ---- | ------ |
| Nombre de persones | 407  | 411    |
| Diferència         |      | +0,98% |